# 40-й армійський корпус (Третій Рейх)
XXXX-й (40-й) армійський ко́рпус (нім. XXXX. Armeekorps) — армійський корпус Вермахту за часів Другої світової війни.

## Історія
XXXX-й армійський корпус був сформований 26 січня 1940 року в X-му військовому окрузі (нім. Wehrkreis X). 15 вересня 1940 корпус переформований на XXXX-й моторизований корпус.

## Райони бойових дій
- Німеччина (січень — травень 1940);
- Франція (травень — липень 1940);
- Німеччина (липень — серпень 1940);
- Генеральна губернія (вересень 1940).

## Командування

### Командири
- генерал кавалерії Георг Штумме (нім. Georg Stumme) (26 січня — 15 вересня 1940).

## Бойовий склад 40-го армійського корпусу
Формування управління, забезпечення та підтримки
- 128-ме артилерійське командування (Arko 128),
- 440-ве управління корпусного постачання (Korps-Nachschubtruppen 440);
- 440-й корпусний батальйон зв'язку (Korps-Nachrichten-Abteilung 440);
- 440-й польовий запасний батальйон Feldersatz-Bataillon 440);
- 440-й топографічний відділ корпусу (Korps-Kartenstelle 440);
- 440-й взвод фельджандармерії (Feld-Gendarmerie-Trupp 440).

- 33-тя піхотна дивізія (33. Infanterie-Division);
- 44-та піхотна дивізія (44. Infanterie-Division);
- 87-ма піхотна дивізія (87. Infanterie-Division).

- 44-та піхотна дивізія;
- 87-ма піхотна дивізія.